# 오자키 유카
오자키 유카(일본어: 尾崎 由香 おざき ゆか[*], 1993년 5월 15일 ~ )는 일본의 여성 성우 겸 가수. 도쿄도 출신. 켄온 소속.